# Nižná Myšľa
Nižná Myšľa este o comună slovacă, aflată în districtul Košice-okolie din regiunea Košice, pe malul râului Hornád. Localitatea se află la altitudinea de 207 m deasupra n.m., se întinde pe o suprafață de 12,61 km2 și în 2017 număra 1.689 de locuitori.

## Istoric
Localitatea Nižná Myšľa este atestată documentar din 1270.

## Demografie
| An:                | 1994 | 2004    | 2014    | 2024   |
| ------------------ | ---- | ------- | ------- | ------ |
| Număr de persoane: | 1216 | 1394    | 1678    | 1615   |
| Diferență:         |      | +14,63% | +20,37% | −3,75% |

| An:                | 2023 | 2024   |
| ------------------ | ---- | ------ |
| Număr de persoane: | 1617 | 1615   |
| Diferență:         |      | −0,12% |